# ホクトベガ
ホクトベガ（欧字名:Hokuto Vega、1990年3月26日- 1997年4月3日）は、日本の競走馬。
主な勝ち鞍に1993年のエリザベス女王杯（GI）、フラワーカップ（GIII）、1994年の札幌記念（GIII）、1996年のフェブラリーステークス（GII）など。JRA賞最優秀ダートホース、NARグランプリ特別表彰馬。
牝馬三冠戦線で活躍後、一時の低迷を挟んでダート交流競走に本格参戦後は無類の強さを発揮。牝馬でありながらダートで並み居る牡馬をことごとく退ける圧倒的な走りを見せたことから、『砂の女王』とも呼ばれる。

## 生涯

### 誕生からデビューまで
1990年3月26日、タケノファルコンの三番仔として北海道浦河郡浦河町の酒井牧場で生まれる。酒井牧場の同期生産馬には、牝馬二冠馬マックスビューティの初年度産駒で、後に共に桜花賞と優駿牝馬に出走するマックスジョリーがいた。
父ナグルスキーと母タケノファルコンの配合は、牧場主の酒井公平が「素晴らしい馬体の持ち主で、若駒のころに浦河地区のコンクールで最優秀賞を受賞したこともあった」という全兄ホクトサンバースト（中央11戦2勝、地方7戦3勝）の好馬体の再現を狙ったものであった。しかし生まれた仔馬（ホクトベガ）は「兄とは全く似ていない粗野な印象の馬」で、酒井はこんなはずじゃなかったと落胆したという。また生後1、2か月のホクトベガを見た調教師の中野隆良は、その印象を「牝馬にしては体がいかつい感じで、これは大きくなるという印象を持った。牧場関係者にはダート900万条件の特別くらいは勝てると言ったのを覚えている」と語っているが、どちらにしても関係者の期待はさほど高いものではなかった。その一方で、ホクトベガのオーナーとなった森滋は、購入理由を「理屈じゃなく一目で気に入ってしまった」と語っている。ホクトベガの名前は森の妻が名付けたもので、冠名の『ホクト』にハ行の単語を組み合わせるという慣例から、こと座のα星のベガを合わせたものである。
2歳になったホクトベガは日高町のファンタストクラブで育成調教を受けるが、体は大きいものの体力が全くなく、他の馬が坂路コースを2本走るところを1本しか走ることができないという有り様であった。これを見たオーナーの森は、「この馬は競走馬にはなれないんじゃないかと思ったくらいだった」と語っている。結局育成スケジュールは遅れ、3歳でのデビューはできなかったが、中野厩舎へ入厩して調教を続ける中で着々と地力を付けていく。調教助手の田畑正照は「後ろ足のバネが強すぎて、乗っていて変な感じだった。1ハロン15秒程度の追い切りをする頃には、『これはモノが違う』と思った」と語っている。

### エリザベス女王杯を制覇
明けて1993年、加藤和宏の鞍上で1月5日・中山の4歳新馬戦に出走すると、2番人気ながらダート1200mを1分12秒5という準オープンクラス馬を凌ぐ時計を叩き出し、2着に9馬身差をつけて逃げ切り勝ちを収める。次戦となった同16日の朱竹賞（500万下）では2着に敗れるが、舞台を東京に移した3戦目のカトレア賞（500万下）で2勝目を挙げる。新馬戦から3戦目まではいずれもダート戦であり、ホクトベガが初めて芝を走ったのは、4戦目で初の重賞挑戦となったフラワーカップである。初めての芝でのレースということで2番人気であったが、直線で内から楽に抜け出して3勝目を飾る。桜花賞トライアルのフラワーカップを勝ったことでホクトベガは牝馬クラシック候補の1頭に数えられ、同じ星の名前を頂く栗東所属のベガとの対戦は『東西ベガ対決』とも呼ばれたが、桜花賞は長距離輸送で落ち込んだ馬体を戻せず、さらに阪神では不利となる大外枠であったこともあってベガの5着、優駿牝馬は道中ベガをマークし、早めに動いたものの直線で伸びきれずにまたしてもベガの6着にそれぞれ敗れた。優駿牝馬終了後に放牧に出され、帰厩後に牝馬三冠最後の一戦となるエリザベス女王杯トライアルのクイーンステークスとローズステークスを戦うが、それぞれユキノビジンの2着、スターバレリーナの3着に敗れた。ローズステークスの後は美浦に戻らずに栗東で調整を続けて調子は上向いていたが、この頃には既に勝ち切るだけの決め手に欠けるという評価が定着しており、エリザベス女王杯では1番人気のスターバレリーナ、牝馬三冠がかかる2番人気のベガに対し、ホクトベガは9番人気と評価を落としていた。
レース本番、ケイウーマンがスタートから飛び出して大逃げを打ち、1200ｍ通過タイムが1分10秒2というハイペースで進む。1枠1番という最内からスタートしたホクトベガは、これまでの先行策ではなく道中は中団で折り合いを付け、4コーナーで最内から先頭へ進出。先行するベガとノースフライトを内から交わして先頭に立つと、追いすがるノースフライトを上り3ハロン35秒3の時計でねじ伏せ、2分24秒9というレースレコードをマークしてゴール。牝馬三冠最後の一冠を制するとともにGI初勝利を飾った。レース後、鞍上の加藤は「有力馬の後ろで折り合いをつけ、内の経済コースを通るように心掛けた。叩き合いになって相手のノースフライトの手応えが悪かったので勝てると思った。気楽に乗れたのが良かった」と語っている。このホクトベガ陣営の作戦は、かつて中野が管理していたグリーングラスが同じ京都で行われた菊花賞を優勝した際の作戦をほぼそのまま踏襲したものであり、これが見事にはまった形となった。牝馬三冠を目指したベガは、ノースフライトの後塵を拝する3着に敗れた。この時実況を担当した馬場鉄志（当時・関西テレビアナウンサー）は、ゴールの瞬間を以下のように実況している。
騎手の加藤と調教師の中野は当レース初勝利、GIは加藤がシリウスシンボリで勝った1985年の東京優駿以来、中野がクシロキングで勝った1986年の天皇賞（春）以来の勝利となった。酒井牧場にとっても当レースは初勝利であり、かつて牝馬三冠を目指したマックスビューティが果たせなかった勝利だったが、牧場主の酒井はまさかホクトベガが勝つとは思っていなかったため、この時京都に応援に行っていなかった。このことについて酒井は後年、「せっかくの晴れ舞台なのに、彼女には申し訳ないことをした。馬を見る目がないことを思い知らされた。あの馬の強さを見抜くことができなかったなんて、プロのホースマン失格です」と語っている。
晴れてGI馬の仲間入りを果たしたホクトベガは、1993年12月18日のターコイズステークスに出走するが、エリザベス女王杯の優勝をフロックと見る向きは多く、GIホースにもかかわらず負担斤量でユキノビジンに0.5kgの差（ホクトベガ56kg、ユキノビジン56.5kg）を付けられ、さらに事前の人気もユキノビジンに後れを取る2番人気、レースでもユキノビジンの3着に終わった。

### 幻に終わった障害転向
1994年（5歳）は札幌日経オープン、札幌記念と連勝するが、ホクトベガにとって中央のレース体系は生易しいものではなかった。古馬のGIは全て牡馬との混合戦、ハンデ戦や賞金別定戦ではGIホースであるが故に重い負担重量を課されて苦戦が続き、結局5歳時は9戦に出走して2勝、3着1回着外6回という、GIホースとしては物足りないものとなった。この状態を見た中野は、平地GI優勝馬でありながら障害への転向を考え、6歳になった1995年の正月明けから実際に障害飛越の練習を開始する。ホクトベガは障害飛越がうまく、1月のアメリカジョッキークラブカップを控えた中であったが調教は障害練習を中心に行われ、追い切りはレース直前に1本行われただけであった。これについて中野は「入障するプランもあるが、今回（AJCC）は斤量が軽いので使ってみることにした」とAJCCのレース前に語っている。ところが障害転向がほぼ決まっていたAJCCでホクトベガは先頭で直線に入ると、最後はサクラチトセオーに交わされるもののクビ差の2着に入線、結局障害レースへの転向は白紙に戻されることとなった。
ホクトベガは後にダートで圧倒的な強さを見せるが、この時に行われた障害飛越の練習による足腰の強化が活躍に繋がったのではないかと考える者もいたという。中野も障害練習がホクトベガの心身を共に鍛え、さらなる成長を促したのではないかと語っている。さらに、2年前にメジロパーマーが史上初の「障害帰りのGI馬」となったこともあり、程度の差こそあるものの調教において障害飛越の練習を採用する厩舎が急増するきっかけにもなった。現在では、平地競走で調子を落とした馬のリズムを取り戻させるために行う手段の一つとされている。

### 川崎で開花したダートへの適性
AJCCで復調したかと思われたホクトベガだが、AJCC以降も勝利を挙げることはできず、京王杯スプリングカップからは鞍上を加藤から横山典弘に交代するも、最後に勝利した札幌記念から9戦未勝利とうだつの上がらない状態が続いていた。そんな中、1995年6月13日の川崎で転機が訪れる。同年から中央と地方の交流が盛んに行われるようになり、川崎伝統の牝馬限定重賞・エンプレス杯が当時としては唯一となる牝馬限定の中央・地方全国交流競走として実施されることとなった。中野は「牝馬限定でメンバー的に楽だったこと、そして斤量が55キロとこれも楽だったこと」を理由にホクトベガを出走させることを決定する。なお、このエンプレス杯には同厩のヒシアマゾンも出走登録していたが、こちらは後に登録を取り消している。事前の人気ではホクトベガが1番人気に推され、2番人気は前年のエンプレス杯覇者のケーエフネプチュンでこの2頭が単勝1倍台で人気を分け合い、同年のダイオライト記念優勝馬で南関東最強牝馬と目された3番人気のアクアライデン以下は単勝10倍以上であった。他にも当時7連勝中で地元川崎の期待を集めるマフィン、笠松代表として安藤勝己を鞍上に送り込んだクラシャトルなど、7頭という少頭数であったが、あわよくば下克上を果たそうと実力上位の牝馬が揃っていた。
初めての川崎、初めてのナイター、雨で水溜りができて田んぼのようになった不良馬場のコンディション、そして中野が「中央のGIホースが地方に乗り込んで、負けたらマズいというぎりぎりの切羽詰まった気持ちで行った」と語るプレッシャーの中、まずまずのスタートを切ったホクトベガは序盤で2番手の好位につけ、向こう正面で持ったまま先頭に立つと1頭だけ別次元のレースを展開。並んでいたケーエフネプチュンを一蹴すると第3コーナーからみるみるうちに差を広げ、終始まったくの馬なりにもかかわらず、2着のアクアライデンに3.6秒差（18馬身差。公式では大差）という観客の度肝を抜く圧巻の走りを見せつけて勝利。4着のマフィン鞍上の山崎尋美に「前のレースの馬が残っているかと思った」と言わしめる圧勝劇で、地方関係者に大きな衝撃を与えた。

### ダート交流重賞を席巻
エンプレス杯を圧勝したホクトベガは、その後函館記念、毎日王冠、天皇賞（秋）など芝のレースに5戦出走したが、いずれも敗れて1995年を終える。この結果を受けて陣営は翌年からの本格的なダートへの参戦を決め、手始めにエンプレス杯と条件が同じ1996年1月24日の川崎記念に出走させた。
このレースは第1回ドバイワールドカップに出走予定の日本が誇るダート最強馬・ライブリマウントの壮行レースと考えられており、レースでも1番人気に推されていた。他の出走馬も「打倒ライブリマウント」を掲げてJRAからトーヨーリファール、1993年のジャパンカップ勝ち馬レガシーワールド、船橋からは前年の同レース覇者アマゾンオペラなど、中央・地方を問わず当時のダート戦線の精鋭たちが顔を揃えていた。しかし蓋を開けてみれば、3コーナーで先行するライブリマウントをかわして先頭に立ったホクトベガは他馬を全く寄せ付けず、2着・ライフアサヒ（名古屋）に1秒（5馬身）差をつける圧勝で交流競走2勝目を飾る。ホクトベガから6馬身差の3着に敗れたライブリマウントの陣営はこの結果にショックを受け、ライブリマウントの壮行レースと考えていた周囲にも動揺が広がったという。
大差勝ちではなかったものの、エンプレス杯のパフォーマンスは再現できたと考えた陣営は、その後もダートの中央・地方交流競走に照準を定めて参戦。
フェブラリーステークスでは57キロの斤量をものともせずに完勝、ダイオライト記念では「栃木の怪物」と言われたブライアンズロマンに勝利。群馬記念ではレースレコードも記録する。そして帝王賞で5連勝を飾るとともに、ヒシアマゾンの生涯獲得賞金額を上回り、牝馬の獲得賞金額の新記録を樹立。ホクトベガのあまりの強さに出走回避が相次いで6頭立てとなったエンプレス杯で2着のスピードアイリスに8馬身差をつけて悠々と連覇を飾り、ジャパンブリーダーズカップ協会が設けた1億円ボーナスを獲得すると、秋の初戦となったマイルチャンピオンシップ南部杯で7連勝を達成した。陣営は、もしダート戦で敗れたら潔くその時点で引退させる方向であったが、レースコース・距離・馬場状態・出走馬の顔ぶれに関係なく、レースが始まってみれば3・4コーナーでの一捲りだけで圧勝してしまい、敗れる要素は何も見つからなかった。
出走条件が4歳以上牝馬に変更となったことで3年ぶりに参戦した11月10日のエリザベス女王杯（4着）を挟み、浦和記念の勝利で南関東4場全てでの重賞勝利を達成する。レースは2着・キョウトシチーに3/4馬身差に詰め寄られるものであったが、内容は危なげないものであった。続いて出走した芝の有馬記念は9着に終わるが、結局1996年はダートで8戦8勝、前年のエンプレス杯から続くダート交流重賞の連勝記録を9に伸ばすなど凄まじい成績を残し、この年のJRA賞最優秀ダートホースに選出。またJRA所属馬のためにNARグランプリの受賞資格はなかったが、特別表彰という形で表彰を受ける。そして1997年の最初のレースとして川崎記念に出走し、楽々と独走して連覇を達成。ダート交流重賞10連勝・通算16勝目を挙げ、グレード制導入以降のJRA所属馬の最多勝利記録を更新した。このレースはホクトベガの国内におけるラストレースとなることが事前に発表されており（後述）、スタンド改築工事中であったために実質30000人程度の収容能力しかなかった川崎に2倍近いおよそ59000人もの観客が来場。ロジータの引退レースとなった、1990年の川崎記念を上回る大混雑となった。
このように、ホクトベガが出走する日の競馬場では入場者数もレコードを記録し、さらに勝ち続けたことでファンの期待も裏切らなかった。特に1996年6月19日の帝王賞では、大井競馬場に定員をはるかに上回る77818人が来場。これは大井競馬場の入場者数の昼夜通じての最高記録である。
ダートグレード競走導入前夜のため、数字上では重賞4勝・GI1勝にとどまっているが、競走実績や人気を鑑みれば、ホクトベガは紛れもなく1990年代におけるスターホースの一頭である。

### ドバイ遠征と死
ホクトベガは、1997年に実施された第2回ドバイワールドカップに招待されて出走する。このレースがホクトベガの引退レースとなり、レース終了後はそのまま渡欧させてヨーロッパの一流種牡馬と交配させ、酒井牧場に戻って繁殖牝馬となる予定だった。ホクトベガはドバイまでの長距離輸送によって飼葉食いが落ち込み、体重はベストの状態から20キログラム以上落ち込んだ。加えて裂蹄にも悩まされたが、裂蹄はアメリカの装蹄師トッド・ボストンによって、グラスファイバーによる治療が施された。また最終追い切りには本馬場ではなく、より馬場状態の良いゴドルフィン軍団のアル・クオーツ厩舎の専用コースを借りることができた。これらの関係者の不断の努力によってホクトベガの体調は復調傾向を示し、十分にレースが可能な状態に仕上げられていった。
しかし、当初の開催予定日（3月29日）はドバイでは数十年に一度という猛烈なスコールとなり、レースは4月3日に順延となった。レース本番を迎えたホクトベガは中団から後方に位置していたが、最終コーナーで転倒し、さらに後続のビジューダンド（Bijou d'Inde）が巻き込まれる形で追突。ホクトベガは左前腕節部複雑骨折となり、予後不良と診断されて間もなく安楽死処置を受けた。
安楽死処分となったホクトベガの遺体は輸送（検疫）の関係上で日本に帰ることができず、故郷の酒井牧場に建立された墓にはホクトベガのたてがみが遺髪として納められた。この17日後には繁殖牝馬として酒井牧場に帰っていたマックスジョリーが出産時の子宮大動脈破裂で急死、酒井牧場には悲報が相次ぐことになった。

## 競走成績
| 年月日 | 年月日 | 年月日 | 競馬場       | 競走名            | 格      | 人気 | 倍率 | 着順 | 距離          | タイム   | （上3F） | 騎 手      | 斤量 [kg] | 勝ち馬/（2着馬）       |
| ------ | ------ | ------ | ------------ | ----------------- | ------- | ---- | ---- | ---- | ------------- | -------- | -------- | ---------- | --------- | ---------------------- |
| 1993   | 1.     | 5      | 中山         | 4歳新馬           |         | 02人 | 03.7 | 01着 | ダ1200m（良） | 01:12.5  | （38.5） | 加藤和宏   | 53        | （イズミブルー）       |
|        | 1.     | 16     | 中山         | 朱竹賞            | 500万下 | 01人 | 01.5 | 02着 | ダ1800m（不） | 01:52.4  | （39.8） | 加藤和宏   | 53        | サイキョウホウザン     |
|        | 2.     | 20     | 東京         | カトレア賞        | 500万下 | 01人 | 01.9 | 01着 | ダ1600m（良） | 01:37.8  | （37.4） | 加藤和宏   | 53        | （サンエイレコード）   |
|        | 3.     | 20     | 中山         | フラワーカップ    | GIII    | 02人 | 02.9 | 01着 | 芝1800m（良） | 01:49.7  | （35.9） | 加藤和宏   | 53        | （タイジュリエット）   |
|        | 4.     | 11     | 阪神         | 桜花賞            | GI      | 06人 | 16.2 | 05着 | 芝1600m（良） | 01:37.7  | （49.6） | 加藤和宏   | 55        | ベガ                   |
|        | 5.     | 23     | 東京         | 優駿牝馬          | GI      | 05人 | 10.2 | 06着 | 芝2400m（良） | 02:28.2  | （36.0） | 加藤和宏   | 55        | ベガ                   |
|        | 10.    | 3      | 中山         | クイーンS         | GIII    | 02人 | 03.3 | 02着 | 芝2000m（良） | 02:02.6  | （36.0） | 加藤和宏   | 54        | ユキノビジン           |
|        | 10.    | 24     | 京都         | ローズS           | GII     | 03人 | 05.5 | 03着 | 芝2000m（良） | 02:00.7  | （34.9） | 加藤和宏   | 55        | スターバレリーナ       |
|        | 11.    | 14     | 京都         | エリザベス女王杯  | GI      | 09人 | 30.4 | 01着 | 芝2400m（良） | 02:24.9  | （35.3） | 加藤和宏   | 55        | （ノースフライト）     |
|        | 12.    | 10     | 中山         | ターコイズS       | OP      | 02人 | 03.7 | 03着 | 芝1800m（良） | 01:49.8  | （34.6） | 加藤和宏   | 56        | ユキノビジン           |
| 1994   | 1.     | 15     | 阪神         | 平安S             | GIII    | 02人 | 05.3 | 10着 | ダ1800m（良） | 01:54.3  | （40.1） | 加藤和宏   | 54        | トーヨーリファール     |
|        | 2.     | 27     | 中山         | 中山牝馬S         | GIII    | 02人 | 03.6 | 04着 | 芝1800m（良） | 01:48.3  | （36.5） | 加藤和宏   | 56        | ホッカイセレス         |
|        | 4.     | 23     | 東京         | 京王杯スプリングC | GII     | 05人 | 12.1 | 05着 | 芝1400m（良） | 01:21.4  | （34.7） | 加藤和宏   | 56        | スキーパラダイス       |
|        | 6.     | 12     | 札幌         | 札幌日経オープン  | OP      | 01人 | 02.3 | 01着 | 芝1800m（良） | R1:47.2  | （35.2） | 加藤和宏   | 55        | （モガミサルノ）       |
|        | 7.     | 3      | 札幌         | 札幌記念          | GIII    | 01人 | 02.0 | 01着 | 芝2000m（良） | 02:00.9  | （35.7） | 加藤和宏   | 56        | （エーピーグランプリ） |
|        | 8.     | 21     | 札幌         | 函館記念          | GIII    | 01人 | 02.9 | 03着 | 芝2000m（良） | 02:02.1  | （36.7） | 加藤和宏   | 55        | ワコーチカコ           |
|        | 10.    | 9      | 東京         | 毎日王冠          | GII     | 11人 | 26.5 | 09着 | 芝1800m（良） | 01:45.4  | （35.3） | 加藤和宏   | 57        | ネーハイシーザー       |
|        | 11.    | 13     | 東京         | 富士S             | OP      | 02人 | 06.6 | 06着 | 芝1800m（良） | 01:47.6  | （34.8） | 加藤和宏   | 55        | サクラチトセオー       |
|        | 12.    | 18     | 阪神         | 阪神牝馬特別      | GII     | 06人 | 16.3 | 05着 | 芝2000m（良） | 02:01.2  | （37.0） | 加藤和宏   | 57        | メモリージャスパー     |
| 1995   | 1.     | 22     | 中山         | AJCC              | GII     | 06人 | 57.1 | 02着 | 芝2200m（良） | 02:14.5  | （34.6） | 加藤和宏   | 56        | サクラチトセオー       |
|        | 2.     | 26     | 中山         | 中山牝馬S         | GIII    | 01人 | 03.2 | 02着 | 芝1800m（稍） | 01:49.5  | （34.9） | 加藤和宏   | 57.5      | アルファキュート       |
|        | 3.     | 12     | 中山         | 中山記念          | GII     | 02人 | 10.3 | 08着 | 芝1800m（稍） | 01:50.8  | （34.9） | 加藤和宏   | 56        | フジヤマケンザン       |
|        | 4.     | 22     | 東京         | 京王杯スプリングC | GII     | 11人 | 25.6 | 03着 | 芝1400m（良） | 01:21.5  | （35.4） | 横山典弘   | 57        | ドゥマーニ             |
|        | 5.     | 14     | 東京         | 安田記念          | GI      | 03人 | 10.1 | 05着 | 芝1600m（良） | 01:33.5  | （34.7） | 横山典弘   | 55        | ハートレイク           |
|        | 6.     | 13     | 川崎         | エンプレス杯      | GI      | 01人 |      | 01着 | ダ2000m（不） | 02:06.5  |          | 横山典弘   | 55        | （アクアライデン）     |
|        | 8.     | 20     | 函館         | 函館記念          | GIII    | 05人 | 08.5 | 11着 | 芝2000m（重） | 02:03.5  | （38.0） | 的場均     | 56        | インターマイウェイ     |
|        | 10.    | 8      | 東京         | 毎日王冠          | GII     | 08人 | 21.6 | 07着 | 芝1800m（重） | 01:49.2  | （35.2） | 大塚栄三郎 | 57        | スガノオージ           |
|        | 10.    | 29     | 東京         | 天皇賞（秋）      | GI      | 15人 | 77.0 | 16着 | 芝2000m（良） | 02:00.2  | （36.9） | 横山典弘   | 56        | サクラチトセオー       |
|        | 11.    | 19     | 新潟         | 福島記念          | GIII    | 08人 | 13.7 | 02着 | 芝2000m（良） | 02:01.9  | （35.4） | 中舘英二   | 56        | マイネルブリッジ       |
|        | 12.    | 17     | 阪神         | 阪神牝馬特別      | GII     | 05人 | 12.8 | 05着 | 芝2000m（良） | 02:00.8  | （35.6） | 中舘英二   | 57        | サマニベッピン         |
| 1996   | 1.     | 24     | 川崎         | 川崎記念          | GI      | 02人 |      | 01着 | ダ2000m（良） | 02:07.5  |          | 横山典弘   | 53        | （ライフアサヒ）       |
|        | 2.     | 17     | 東京         | フェブラリーS     | GII     | 03人 | 04.6 | 01着 | ダ1600m（良） | 01:36.5  | （37.0） | 横山典弘   | 57        | （アイオーユー）       |
|        | 3.     | 20     | 船橋         | ダイオライト記念  | GI      | 01人 |      | 01着 | ダ2400m（良） | 02:31.3  |          | 横山典弘   | 53        | （スペクタクル）       |
|        | 5.     | 5      | 高崎         | 群馬記念          |         | 01人 |      | 01着 | ダ1500m（不） | R1:33.6  |          | 横山典弘   | 53        | （ヒカリルーファス）   |
|        | 6.     | 19     | 大井         | 帝王賞            | GI      | 01人 |      | 01着 | ダ2000m（良） | 02:04.2  |          | 横山典弘   | 53        | （アイオーユー）       |
|        | 7.     | 15     | 川崎         | エンプレス杯      | GII     | 01人 |      | 01着 | ダ2000m（良） | 02:06.7  |          | 横山典弘   | 56        | （スピードアイリス）   |
|        | 10.    | 10     | 盛岡         | マイルCS南部杯    |         | 01人 |      | 01着 | ダ1600m（良） | 01:38.3  |          | 的場均     | 54        | （ヘイセイシルバー）   |
|        | 11.    | 10     | 京都         | エリザベス女王杯  | GI      | 04人 | 08.5 | 04着 | 芝2200m（良） | 02:14.4  | （33.7） | 的場均     | 56        | ダンスパートナー       |
|        | 12.    | 4      | 浦和         | 浦和記念          | GI      | 01人 |      | 01着 | ダ2000m（良） | 02:05.5  |          | 横山典弘   | 53        | （キョウトシチー）     |
|        | 12.    | 22     | 中山         | 有馬記念          | GI      | 09人 | 31.3 | 09着 | 芝2500m（良） | 02:36.0  | （38.5） | 藤田伸二   | 54        | サクラローレル         |
| 1997   | 2.     | 5      | 川崎         | 川崎記念          | GI      | 01人 |      | 01着 | ダ2000m（稍） | 02:06.7  |          | 横山典弘   | 53        | （キョウトシチー）     |
|        | 4.     | 3      | ナドアルシバ | ドバイワールドC   |         |      |      |      | ダ2000m（良） | 競走中止 | 競走中止 | 横山典弘   | 55.5      | Singspiel              |

※1　南関東競馬主催の重賞競走の格付けは、全て南関東グレードである。
※2　タイム欄のRはレコード勝ちを示す。

## 評価
2000年に日本中央競馬会が企画したファン投票による名馬選定企画「Dream Horses 2000」において、ホクトベガは5004票を集めて25位（牝馬ではエアグルーヴ、メジロドーベル、ヒシアマゾンに次ぐ4位）に選出されている。
また、日本中央競馬会の広報誌『優駿』が2012年に読者へ行った「カテゴリー別最強馬」のアンケートでは、ダート部門でクロフネに次ぐ第2位に、同じく『優駿』が2010年と2015年にそれぞれアンケートをとった「未来に語り継ぎたい名馬ベスト100」では、いずれも32位に入っている。

## エピソード

### ホクトベガの馬体
ホクトベガは牝馬ながら500キログラム近い雄大な馬体の持ち主であった。また、逞しく力強いが同時に牝馬らしい丸さに欠けるという見方も多かった。事実、その馬体は牡馬が周回するパドックに入った所で何ら見劣りするものではなく、むしろ他の牡馬たちを凌駕さえする見栄えの良さであった。蹄と球節は、カナダ産馬である父ナグルスキーの特徴をそのまま受け継いだ様に全体的に深い形をしていた。特に蹄は他の馬より倍近く深く、丁度お碗を逆さにしたような形で、厩務員の藤井は「他の馬と違って、産まれつきスパイクを穿いている感じだった」と語っている。
調教師の中野はホクトベガの馬体を見て「牝馬には繁殖に向いた馬と競走に向いた馬があるが、ホクトベガの馬体は明らかに競走型である」として、ベガやユキノビジンなど同世代のクラシック路線を競った牝馬たちが次々に引退し、繁殖生活に入るのを横目に競走生活を続行させたが、果たして6歳になってからダート路線で大活躍した。
川崎記念連覇後のインタビューで、中野はホクトベガの強さについて「彼女はモナ・リザ、その強さは永遠の秘密です」と語っている。

### ホクトベガとヒシアマゾン
同じ中野厩舎所属の1世代後輩ヒシアマゾン（誕生日も同じ3月26日生まれ）と合わせて語られることも多く、「ホクトベガとヒシアマゾン、2頭がレースしたらどちらが勝ったと思いますか」という質問に対し、中野と藤井は「芝でレースをしたら、（ホクト）ベガは（ヒシ）アマゾンに100回挑戦しても勝てないでしょう。でもダートですとアマゾンが100回挑戦してもベガには勝てなかったでしょう」と異口同音に語っている。またヒシアマゾンの主戦騎手として活躍し、6歳時の福島記念と阪神牝馬特別でホクトベガに騎乗した中舘英二は、ヒシアマゾンとの違いについて「本馬場入場の際にうるさかったり道中で掛かったりするなど、ヒシアマゾンの方が難しい感じがした」と語っている。
この2頭は1996年のエリザベス女王杯と有馬記念（どちらも芝のレース）で対戦しており、ヒシアマゾンが2度とも先に入線している。ただしエリザベス女王杯においてヒシアマゾンは2位入線から降着となっており、確定後の着順としてはホクトベガが上位となる。

### ホクトベガメモリアル
ダートコースで圧倒的強さを誇ったホクトベガの功績を称え、エンプレス杯と川崎記念を連覇し、4戦4勝と無敗を誇った川崎競馬場では、1998年より牝馬限定の中央・地方競馬交流重賞のスパーキングレディーカップに「ホクトベガメモリアル」の冠を付けている。また、最期の地となったドバイにおいても、1998年にはドバイワールドカップを主宰するシェイク・モハメドの計らいによって、ドバイミーティング中にホクトベガの名を冠した競走が施行された。

### その他
- 2023年現在、GI昇格以前を含め、フェブラリーステークスにおける牝馬唯一の優勝馬である。また、前身の優駿賞時代を含め、2023年現在、JRA賞最優秀ダートホースを受賞した唯一の牝馬である。
- 生涯獲得賞金8億8812万6000円（ブリーダーズカップ協会のボーナス1億円を除く）は、2009年にウオッカが更新するまで、牝馬の獲得賞金最高記録であった。
- 2022年11月時点で、通算の重賞勝利数13勝（中央4勝、地方9勝）は歴代13位タイ（JRA所属馬ではスマートファルコン、オグリキャップ、オジュウチョウサン、ホッコータルマエに次ぎ、ヴァーミリアンと並ぶ5位タイ）、1996年の重賞年間8勝はオグリキャップらと並んで歴代1位タイ、重賞7連勝は歴代単独8位である。

## 血統表
| ホクトベガの血統（ニジンスキー系/アウトブリード） | ホクトベガの血統（ニジンスキー系/アウトブリード）         | ホクトベガの血統（ニジンスキー系/アウトブリード） | （血統表の出典）   | （血統表の出典）  |
| 父系                                              | ニジンスキー系                                            | ニジンスキー系                                    | ニジンスキー系     | [ § 2 ]           |
| 父 *ナグルスキー Nagurski カナダ 1981 鹿毛        | 父の父Nijinsky 1967 鹿毛                                  | Northern Dancer                                   | Nearctic           | Nearctic          |
| 父 *ナグルスキー Nagurski カナダ 1981 鹿毛        | 父の父Nijinsky 1967 鹿毛                                  | Northern Dancer                                   | Natalma            |                   |
| 父 *ナグルスキー Nagurski カナダ 1981 鹿毛        | 父の父Nijinsky 1967 鹿毛                                  | Flaming Page                                      | Bull Page          | Bull Page         |
| 父 *ナグルスキー Nagurski カナダ 1981 鹿毛        | 父の父Nijinsky 1967 鹿毛                                  | Flaming Page                                      | Flaring Top        |                   |
| 父 *ナグルスキー Nagurski カナダ 1981 鹿毛        | 父の母Deceit 1968 黒鹿毛                                  | Prince John                                       | Princequillo       | Princequillo      |
| 父 *ナグルスキー Nagurski カナダ 1981 鹿毛        | 父の母Deceit 1968 黒鹿毛                                  | Prince John                                       | Not Afraid         |                   |
| 父 *ナグルスキー Nagurski カナダ 1981 鹿毛        | 父の母Deceit 1968 黒鹿毛                                  | Double Agent                                      | Double Jay         | Double Jay        |
| 父 *ナグルスキー Nagurski カナダ 1981 鹿毛        | 父の母Deceit 1968 黒鹿毛                                  | Double Agent                                      | Conniver           |                   |
| 母 タケノファルコン 1982 黒鹿毛                   | 母の父*フィリップオブスペイン Philip of Spain 1969 黒鹿毛 | Tudor Melody                                      | Tudor Minstrel     | Tudor Minstrel    |
| 母 タケノファルコン 1982 黒鹿毛                   | 母の父*フィリップオブスペイン Philip of Spain 1969 黒鹿毛 | Tudor Melody                                      | Matelda            |                   |
| 母 タケノファルコン 1982 黒鹿毛                   | 母の父*フィリップオブスペイン Philip of Spain 1969 黒鹿毛 | Lerida                                            | *マタドア          | *マタドア         |
| 母 タケノファルコン 1982 黒鹿毛                   | 母の父*フィリップオブスペイン Philip of Spain 1969 黒鹿毛 | Lerida                                            | Zepherin           |                   |
| 母 タケノファルコン 1982 黒鹿毛                   | 母の母クールフェアー 1978 栗毛                            | *イエローゴッド Yellow God                        | Red God            | Red God           |
| 母 タケノファルコン 1982 黒鹿毛                   | 母の母クールフェアー 1978 栗毛                            | *イエローゴッド Yellow God                        | Sllay Deans        |                   |
| 母 タケノファルコン 1982 黒鹿毛                   | 母の母クールフェアー 1978 栗毛                            | *シャークスキン                                   | *シルバーシャーク  | *シルバーシャーク |
| 母 タケノファルコン 1982 黒鹿毛                   | 母の母クールフェアー 1978 栗毛                            | *シャークスキン                                   | Artrevida F-No.9-c |                   |
| 母系(F-No.)                                       | 9号族(FN:9-c)                                             | 9号族(FN:9-c)                                     | 9号族(FN:9-c)      | [ § 3 ]           |
| 5代内の近親交配                                   | なし                                                      | なし                                              | なし               | [ § 4 ]           |
| 出典                                              | 1. 2. 3. 4.                                               | 1. 2. 3. 4.                                       | 1. 2. 3. 4.        | 1. 2. 3. 4.       |

- 父ナグルスキーはアメリカで32戦7勝。ニジンスキーの直系として日本で種牡馬供用され、ホクトベガ以外にもナリタハヤブサなど、ダートに適性を持つ馬を数多く出している。
- 母タケノファルコンは中央6戦2勝。産駒は2番仔のホクトサンバーストを除く9頭中8頭が牝馬であり、直子からはホクトベガ以外に中央での活躍馬は出ていないが、8番仔カシオペアレディ（父デインヒル）の孫に2021年の京都2歳ステークスを勝ったジャスティンロックがいる。
- 母の父・フィリップオブスペインは安田記念に勝利したフレッシュボイスの父として有名だが、スルガスペインやキタシバスペインといったダート巧者も数多く輩出している[17]。
- 母系は、酒井牧場の先代牧場主で公平の父・幸一が基礎繁殖牝馬とするためにイギリスから導入したシャークスキン（父シルバーシャーク）の血統である。